# 博孜墩牧场
博孜墩牧场，是中华人民共和国新疆维吾尔自治区阿克苏地区温宿县下辖的一个类似乡级单位。

## 行政区划
博孜墩牧场下辖以下地区：阿克拉村、破城孜村、荒地村和吾斯塘布依村。